# Енергетика Башкортостану

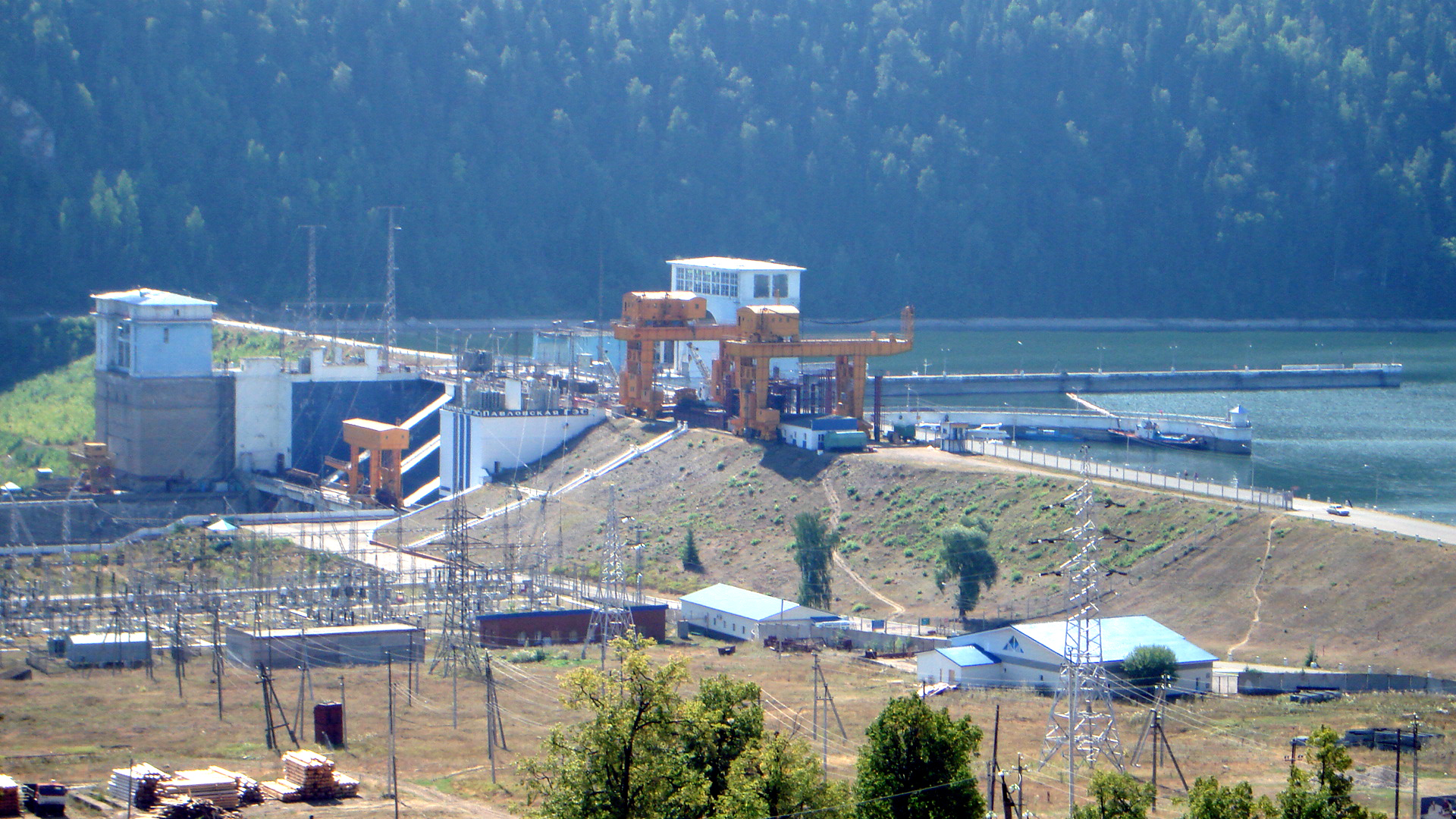
Павлівська ГЕС — найбільша гідроелектростанція і восьма за потужністю електростанція Башкортостану (201,6 МВт)

Енергетика Башкортостану — галузь економіки Республіки Башкортостан. Встановлена електрична потужність всіх генеруючих енергосистем республіки становить 4 295 МВт.
Відмінною особливістю енергетики Башкортостану є присутність у республіці практично всіх видів вироблення електроенергії (КЕС, ТЕЦ, ГЕС у тому числі малі та мікро ГЕС, ВЕС, СЕС).

## Історія
Перші електростанції з'явилися Башкортостані в XIX столітті. 1 лютого 1898 запрацювала перша Башкирська електростанція потужністю 560 кіловат. 29 серпня 1931 року в Уфі була побудована центральна електростанція (ЦЕС).
В СРСР, у тому числі в Башкортостані, реалізовувався план електрифікації (ДЕЕЛРО). У 1958 році енергетика Башкирської АРСР включилася в Єдину електроенергетичну систему СРСР.
У республіці були побудовані Уфимська ТЕЦ‑3, Кумертаузька ТЕЦ. Із 90-х років у республіці будуються також вітроенергетичні установки — «Ветроен» (Уфа), малі ГЕС. На початку XXI століття в Республіці Башкортостан побудовано вісім малих та мікроГЕС потужністю від 50 до 700 кВт.
У даний час сумарне виробництво електроенергії в республіці становить 2,3 % (2009) від загальної електроенергії Російської Федерації. 97 % електроенергії в Башкортостані створюють ТЕС, 3 % — ГЕС.
В якості палива на ТЕЦ використовується газ, вугілля (2 %), топковий мазут.
Роботи з проектування електростанцій проводить ТОВ «Башенергопроект» (Уфа).
На ВАТ «Башкиренерго» виробляється основний обсяг електричної та теплової енергії в республіці.
У республіці випускається газета «Энергетик Башкортостана».

## Енергетична достатність
В останні роки в регіоні спостерігається збільшення дефіциту електроенергії. Якщо в 2011 році Башкортостан виготовляв на 587 млн кВт·год електроенергії більше, ніж споживав, то в 2015 році споживання перевищило виробництво на 4 372 млн кВт·год. За цей же період Башкортостан змістився в рейтингу енергодефіцитності з 20 на 57 місце серед регіонів Росії. Зростання дефіциту пов'язаний із збільшенням споживання електроенергії великими підприємствами.
| Рік  | Місце в РФ | Виробництво-споживання, млн кВт·год | Виробництво/споживання |
| ---- | ---------- | ----------------------------------- | ---------------------- |
| 2011 | 20         | 587,7                               | 102,4 %                |
| 2012 | 34         | - 1068                              | 95,6 %                 |
| 2013 | 49         | - 1400,8                            | 89,2 %                 |
| 2015 | 57         | - 4372,4                            | 83,5 %                 |
| 2017 | 54         | - 3431,3                            | 87,4 %                 |

## Найбільші електростанції
Найбільша КЕС— Кармановська (1 831 МВт). Найбільшими ТЕЦ є Уфимська ТЕЦ-2 (519 МВт), Ново-Салаватська ТЕЦ (450 МВт), Затонська ТЕЦ (440 МВт), Стерлітамацька ТЕЦ (320 МВт), Уфимська ТЕЦ-4 (270 МВт), Ново-Стерлітамацька ТЕЦ (255 МВт), Приуфимська ТЕЦ (210 МВт), Салаватська ТЕЦ (180 МВт), Кумертаузька ТЕЦ (120 МВт), Уфимська ТЕЦ-3 (95 МВт), Уфимська ТЕЦ-1 (78 МВт), Зауральська ТЕЦ (17 МВт), ГТЕС Сібай (16 МВт). Найбільші ГЕС — Павлівська (202 МВт), Юмагузинська (45 МВт).

## Гідроенергетика
До переваг для виробництва гідроенергії в регіоні відносять наявність значних водних ресурсів. У республіці налічується 13 тисяч річок протяжністю 57 тисяч кілометрів, шість великих водосховищ і дві тисячі озер. У той же час обміління річок, що спостерігається в останні десятиліття, може негативно позначитися на галузі.
Крім існуючих Павлівської та Юмагузинській гідроелектростанцій, помітну роль в гідроенергетиці регіону відіграють міні-ГЕС.
У 2010 році було оголошено про можливе будівництво кількох малих ГЕС до 25 МВт, а також Нижньо-Суянської ГЕС на 400 МВт. Вартість проектів оцінюється в 25 млрд рублів. Терміни реалізації становлять 5-7 років, окупність — 20 років. Інвестором повинна була виступити компанія РусГідро, що згодом відмовилась від фінансування. Обговорюються плани по будівництву Нижньо-Суянської ГЕС на основі державно-приватного партнерства.

## Ядерна енергетика
Поблизу міста Агідель розташована недобудована Башкирська АЕС, будівництво якої було зупинено у 1990 році під тиском громадськості після аварії на Чорнобильській АЕС. Проектна потужність складала 4000 МВт. Відновлення будівництва можливе після 2020 року в разі виникнення потреби у додатковому виробництві електроенергії.

## Альтернативна енергетика

### Вітряна енергетика
У 80-ті роки XX століття в Башкирії на місцевих підприємствах вироблялися вітрогенератори, потужністю до 30 кіловат. Після розпаду Радянського Союзу розробки в цьому напрямку були припинені.
У 2001 році в околицях села Тюпкільди Туймазинського району введена в експлуатацію дослідно-експериментальна вітрова електростанція «Тюпкільди» потужністю 2,2 МВт, і на момент відкриття стала третьою за потужністю в Росії. Досвід використання першої ВЕС Башкортостану виявився невдалим — збиток від експлуатації у 2013—2014 роках становив 7-8 мільйонів рублів на рік. За 9 місяців 2015 року ВЕС «Тюпкільди» виробила 766 тисяч кВт·год електроенергії, що становить 0,005 % від загального виробітку електростанцій Башкирської генеруючої компанії за аналогічний період (13 677,37 млн кВт·год). Тим не менш, ВЕС «Тюпкільди» представляє цінність для енергетиків Башкортостану тим, що на її базі йде напрацювання досвіду з експлуатації та обслуговування об'єктів відновлюваної енергетики.
Є плани по введенню ВЕС потужністю 200 МВт. Обсяг інвестицій оцінюється в 15 млрд рублів. Для розробки фінального плану розміщення турбін потрібні додаткові дослідження для визначення найбільш перспективних майданчиків для будівництва вітрових електростанцій.

### Сонячна енергетика
Географічне положення і кліматичні особливості Башкортостану є одними з найбільш сприятливих умов для сонячної енергетики серед російських регіонів. Рівень інсоляції у південних районах республіки становить 1,3 тисячі кіловат-годин на квадратний метр на рік, що відповідає показникам південних районів Європи. Кількість сонячних днів у Башкортостані становить приблизно 260, для порівняння — в Сочі — 190, в Москві — 114.
До введення перших промислових сонячних електростанцій в 2015—2016 роках на території республіки функціонував ряд міні-СЕС. У січні 2015 року селище Сєверний повністю перейшло на постачання від вітро-сонячної електростанції, таким чином ставши першим в республіці населеним пунктом із повністю автономним електропостачанням на основі відновлюваних джерел енергії.
У період із 2015 по 2018 роки на території республіки планується створення семи сонячних електростанцій сумарною потужністю до 59 МВт, загальна вартість яких складе 6 млрд рублів. До 2015 року завершено дві з них (Бурібаївська СЕС і Бугульчанська СЕС). У 2017 році введена в дію Ісянгуловська СЕС. До 2020 року заплановане додаткове введення СЕС загальною потужністю до 90 МВт.

#### Критика
За словами глави «Башкирської електромережної компанії» і депутата Курултаю РБ Андрія Макарова, незважаючи на привабливість технології, для регіональних мережевих компаній існують більш значущі проекти, ніж сонячна генерація. Глава БЕСК також висловив невдоволення тим, що розвиток сонячної енергетики буде відбуватися за рахунок тарифів, а не за рахунок бюджетної підтримки.
Директор АНО «Центр енергозбереження РБ» Ігор Байков скептично ставиться до перспектив розвитку сонячної енергетики в регіоні. За його словами ККД станцій буде знижуватися щороку в результаті зношування батарей. Досвід експлуатації подібної станції в Криму показує, що ККД щорічно падає на 3 %. Також Ігор Байков зазначив, що вартість електроенергії на основі відновлюваних джерел у даний час істотно вища, ніж на основі традиційних.